# Liverpool F.C. mùa bóng 2009–10
Mùa giải 2009-2010 sẽ là mùa giải thứ 118 trong lịch sử Liverpool F.C., và là mùa giải thứ 47 liên tiếp họ thi đấu ở giải đấu cao nhất nước Anh. Mùa giải diễn ra từ ngày 1 tháng 7 năm 2009 cho tới 30 tháng 6 năm 2010. Với việc về đích ở vị trí thứ 2 mùa giải trước đó, Liverpool sẽ nghiễm nhiên có một suất tham dự vòng bảng UEFA Champions League lần đầu tiên kể từ mùa giải 2002-03.

## Trước mùa giải
Liverpool đã xác nhận rằng hậu vệ kì cựu Sami Hyypiä sẽ rời câu lạc bộ sau 10 năm để gia nhập đội bóng Đức Bayer Leverkusen.Liverpool cũng xác nhận José Segura, cựu huấn luyện viên của Olympiacos, sẽ tham gia vào ban huấn luyện của đội trẻ Liverpool, bắt đầu từ ngày 1 tháng 6.
Liverpool công bố kế hoạch du đấu mùa hè vào ngày 6 tháng 5 năm 2009, bao gồm cả chuyến du đấu châu Á, và một trận giao hữu với RCD Espanyol, như một phần trong bản hợp đồng đã đưa Albert Riera đến đội bóng.Liverpool bắt đầu chiến dịch du đấu mùa hè với trận hoà 0-0 trước St.Gallen ở Thuỵ Sĩ vào ngày 15 tháng 7, trận này kết thúc với tỉ số hoà 0-0.Rafael Benítez để thời gian cho hầu hết các cầu thủ của ông thi đấu.Các cầu thủ trẻ Jay Spearing, Nabil El Zhar và Krisztian Nemeth đều đã có màn khởi đầu tốt trong hiệp một. Cầu thủ 17 tuổi người Tây Ban Nha Daniel Pacheco cũng tạo được ấn tượng.Glen Johnson có trận ra mắt cho Liverpool và được đánh giá là cầu thủ xuất sắc nhất trận theo bình chọn của các fan trên website Liverpoolfc.tv.Họ chơi trận thứ hai với Rapid Wien ở sân Ernst Happel vào ngày 19 tháng 7 và trận này Liverpool thua 1-0.Chuyến du đấu châu Á bắt đầu bằng trận gặp Thái Lan vào ngày 22 tháng 7 với tỉ số hoà 1-1, tiếp chuyến du đấu Thái Lan là chuyến du đấu Singapore, trận này Liverpool thắng 5-0 với cá pha lập công của Andriy Voronin, Albert Riera, Krsztian Nemeth và cuối cùng là Fernando Torres.Chuyến thi đấu trước mùa giải của họ còn có trận thua đậm 3-0 trước Espanyol vào ngày 2 tháng 8, gặp Lyn Oslo vào ngày 5 tháng 8 và cuối cùng là trận gặp Atlético Madrid vào ngày 8 tháng 8.

## Trang phục
Bộ trang phục cho mùa giải 2009-10 sẽ được cung cấp bởi Adidas, và có dòng chữ Carlsberg trên áo để đánh dấu năm thứ 18 hãng này tài trợ cho câu lạc bộ. Bộ quần áo sân nhà sẽ được giữ nguyên như mùa giải trước.Bộ áo sân khách là màu đen và vàng.Bộ quần áo thứ ba được thay đổi vào tháng 8 năm 2009 là màu trắng.

## Ban huấn luyện
| Tên                  | Chức vụ                                       |
| -------------------- | --------------------------------------------- |
| Rafael Benítez       | huấn luyện viên trưởng                        |
| Sammy Lee            | Trợ lý huấn luyện viên                        |
| Mauricio Pellegrino  | huấn luyện viên đội một                       |
| Dave McDonough       | Chuyên gia phân tích kĩ thuật                 |
| Kenny Dalglish       | Chuyên viên phát triển cầu thủ trẻ/đại sứ CLB |
| José Segura          | Huấn luyện viên kĩ thuật đội trẻ              |
| Paco De Miguel       | huấn luyện viên thể lực                       |
| Eduardo Parra Garcia | huấn luyện viên thể lực                       |
| Xavi Valero          | huấn luyện viên thủ môn                       |
| John McMahon         | huấn luyện viên đội dự bị                     |
| Gonzalo Rodríguez    | huấn luyện viên thể lực đội dự bị             |
| John Achterberg      | huấn luyện viên thủ môn đội dự bị             |

| Name                    | Vai diễn                  |
| ----------------------- | ------------------------- |
| Eduardo Macia           | Tuyển trạch viên          |
| Mike McGlynn            | Phó tuyển trạch viên      |
| Mark Waller             | Bác sĩ CLB                |
| Rob Price               | Bác sĩ chuyên về thể chất |
| Chris Morgan            | Bác sĩ tâm lý             |
| Matt Konopinski         | Bác sĩ tâm lý             |
| Ivan Ortega             | Giám đốc thể thao         |
| Felix Fernandez Ledesma | Phó giám đốc thể thao     |
| Paul Small              | Chuyên viên xoa bóp       |
| Graham Carter           | Quản lý trang phục        |

## Đội hình đội một
| Số áo       | Tên                  | Quốc tịch   | Vị trí      | Ngày sinh (tuổi)  | Mua từ                             | Chú ý        |
| Goalkeepers | Goalkeepers          | Goalkeepers | Goalkeepers | Goalkeepers       | Goalkeepers                        | Goalkeepers  |
| ----------- | -------------------- | ----------- | ----------- | ----------------- | ---------------------------------- | ------------ |
| 25          | Pepe Reina           | Tây Ban Nha | GK          | 31 tháng 8, 1982  | Villarreal                         |              |
| 1           | Diego Cavalieri      | Brasil      | GK          | 1 tháng 12, 1982  | Palmeiras                          |              |
| 30          | Charles Itandje      | Pháp        | GK          | 2 tháng 11, 1982  | Lens                               |              |
| 41          | Martin Hansen        | Đan Mạch    | GK          | 15 tháng 6, 1990  | Brøndby                            |              |
| 42          | Péter Gulácsi        | Hungary     | GK          | 6 tháng 5, 1990   | MTK                                |              |
| 43          | Dean Bouzanis        | Úc          | GK          | 2 tháng 10, 1990  | New South Wales Institute of Sport |              |
| Defenders   |                      |             |             |                   |                                    |              |
| 2           | Glen Johnson         | Anh         | RB          | 23 tháng 8, 1984  | Portsmouth                         |              |
| 27          | Philipp Degen        | Thụy Sĩ     | RB          | 15 tháng 2, 1983  | Borussia Dortmund                  |              |
| 32          | Stephen Darby        | Anh         | RB          | 6 tháng 10, 1988  | The Academy                        |              |
| 36          | Steven Irwin         | Anh         | RB          | 29 tháng 9, 1990  | The Academy                        |              |
| 23          | Jamie Carragher      | Anh         | CB          | 28 tháng 1, 1978  | The Academy                        | Vice-captain |
| 5           | Daniel Agger         | Đan Mạch    | CB          | 12 tháng 12, 1984 | Brøndby                            |              |
| 37          | Martin Škrtel        | Slovakia    | CB          | 15 tháng 12, 1984 | Zenit St. Petersburg               |              |
| 34          | Martin Kelly         | Anh         | CB          | 27 tháng 4, 1990  | The Academy                        |              |
| 12          | Fábio Aurélio        | Brasil      | LB          | 24 tháng 9, 1979  | Valencia                           |              |
| 38          | Andrea Dossena       | Ý           | LB          | 11 tháng 9, 1981  | Udinese                            |              |
| 22          | Emiliano Insúa       | Argentina   | LB          | 7 tháng 1, 1989   | Boca Juniors                       |              |
| 40          | Daniel Sanchez Ayala | Tây Ban Nha | CB          | 7 tháng 11, 1990  | Sevilla F.C.                       |              |
| Midfielders |                      |             |             |                   |                                    |              |
| 4           | Alberto Aquilani     | Ý           | CM          | 7 tháng 7, 1984   | AS Roma                            |              |
| 18          | Dirk Kuyt            | Hà Lan      | RW          | 22 tháng 7, 1980  | Feyenoord                          |              |
| 15          | Yossi Benayoun       | Israel      | RW          | 5 tháng 5, 1980   | West Ham                           |              |
| 31          | Nabil El Zhar        | Maroc       | RW          | 27 tháng 8, 1986  | Saint-Étienne                      |              |
| 8           | Steven Gerrard       | Anh         | AM          | 30 tháng 5, 1980  | The Academy                        | Captain      |
| 20          | Javier Mascherano    | Argentina   | DM          | 8 tháng 6, 1984   | West Ham                           |              |
| 21          | Lucas Leiva          | Brasil      | CM          | 9 tháng 1, 1987   | Grêmio                             |              |
| 26          | Jay Spearing         | Anh         | CM          | 25 tháng 11, 1988 | The Academy                        |              |
| 28          | Damien Plessis       | Pháp        | DM          | 5 tháng 3, 1988   | Lyon                               |              |
| 11          | Albert Riera         | Tây Ban Nha | LW          | 15 tháng 4, 1982  | Espanyol                           |              |
| 19          | Ryan Babel           | Hà Lan      | LW          | 19 tháng 12, 1986 | Ajax                               |              |
| Strikers    |                      |             |             |                   |                                    |              |
| 9           | Fernando Torres      | Tây Ban Nha | ST          | 20 tháng 3, 1984  | Atlético Madrid                    |              |
| 10          | Andriy Voronin       | Ukraina     | ST          | 21 tháng 7, 1979  | Bayer Leverkusen                   |              |
| 24          | David N'Gog          | Pháp        | ST          | 1 tháng 4, 1989   | PSG                                |              |
| 29          | Krisztián Németh     | Hungary     | ST          | 5 tháng 1, 1989   | MTK                                |              |
| 39          | Nathan Eccleston     | Anh         | ST          | 30 tháng 12, 1990 | The Academy                        |              |

Tinh đến 1 tháng 7 năm 2009.

## Giải bóng đá ngoại hạng Anh
| Bắt đầu          | Đối thủ                 | Sân nhà/khác | Kết quả | Người ghi bàn     | Trọng tài | Lượng khán giả | Bản mẫu:Vị trí | Report                                                  |
| ---------------- | ----------------------- | ------------ | ------- | ----------------- | --------- | -------------- | -------------- | ------------------------------------------------------- |
| 2009-08-16 16:00 | Tottenham Hotspur       | A            | 1 – 2   | Gerrard 56' (pen) | Phil Dowd | 35,935         | 12th           | MR Lưu trữ ngày 19 tháng 8 năm 2009 tại Wayback Machine |
| 2009-08-19 20:00 | Stoke City              | H            | –       |                   |           |                |                |                                                         |
| 2009-08-24 20:00 | Aston Villa             | H            | –       |                   |           |                |                |                                                         |
| 2009-08-29 15:00 | Bolton Wanderers        | A            | –       |                   |           |                |                |                                                         |
| 2009-09-12 15:00 | Burnley                 | H            | –       |                   |           |                |                |                                                         |
| 2009-09-19 17:15 | West Ham United         | A            | –       |                   |           |                |                |                                                         |
| 2009-09-26 15:00 | Hull City               | H            | –       |                   |           |                |                |                                                         |
| 2009-10-04 16:00 | Chelsea                 | A            | –       |                   |           |                |                |                                                         |
| 2009-10-17 15:00 | Sunderland              | A            | –       |                   |           |                |                |                                                         |
| 2009-10-25 14:00 | Manchester United       | H            | –       |                   |           |                |                |                                                         |
| 2009-10-31 15:00 | Fulham                  | A            | –       |                   |           |                |                |                                                         |
| 2009-11-09 20:00 | Birmingham City         | H            | –       |                   |           |                |                |                                                         |
| 2009-11-21 12:45 | Manchester City         | H            | –       |                   |           |                |                |                                                         |
| 2009-11-29 13:30 | Everton                 | A            | –       |                   |           |                |                |                                                         |
| 2009-12-05 15:00 | Blackburn Rovers        | A            | –       |                   |           |                |                |                                                         |
| 2009-12-12 15:00 | Arsenal                 | H            | –       |                   |           |                |                |                                                         |
| 2009-12-16 20:00 | Wigan Athletic          | H            | –       |                   |           |                |                |                                                         |
| 2009-12-19 15:00 | Portsmouth              | A            | –       |                   |           |                |                |                                                         |
| 2009-12-26 15:00 | Wolverhampton Wanderers | H            | –       |                   |           |                |                |                                                         |
| 2009-12-28 15:00 | Aston Villa             | A            | –       |                   |           |                |                |                                                         |

## Cúp các đội vô địch bóng đá quốc gia châu Âu
| Bắt đầu | Đối thủ | Sân nhà/khác | Kết quả | Người ghi bàn | Trọng tài | Lượng khán giả | Bản mẫu:Vị trí | Report |
| ------- | ------- | ------------ | ------- | ------------- | --------- | -------------- | -------------- | ------ |